# Joseph ibn Naghrela
Joseph ibn Naghrela, noto anche come Joseph ha-Nagid (in ebraico רבי יהוסף בן שמואל הלוי הנגיד‎? Ribbi Yehosef ben Shemu'el ha-Lewi ha-Nagid; in arabo ابو حسين بن النغريلة‎?, Abū Ḥusayn b. Naghrela, (Granada, 15 settembre 1035 – Granada, 30 dicembre 1066), è stato un visir ebreo al servizio del re ziride Badis ibn Habus della Ta'ifa di Granada, in al-Andalus (Spagna islamica), e capo della comunità ebraica locale.

## Biografia
Nacque a Granada, figlio maggiore del Rabbi Sh'muel ha-Nagid. Alcune informazioni sulla sua adolescenza sono contenute in un'antologia di poesia ebraica di suo padre, nella cui prefazione Joseph scrisse che iniziò a copiare all'età di otto anni e mezzo. Per esempio racconta che (all'età di nove anni e mezzo, nella primavera del 1045) accompagnò suo padre sul campo di battaglia, solo per evitare di soffrire di nostalgia per l'assenza del padre, sul cui avvenimento scrisse una breve poesia. Il suo primo insegnante fu suo padre, sulla base di una lettera a Rabbi Nissim Ben Jacob a lui attribuita, nella quale Joseph si riferisce a se stesso come discepolo di R' Nissim, dalla quale si può dedurre che avesse studiato con R' Nissim a Qayrawān. Joseph sposò poi la figlia di R' Nissim.
Alla morte del padre, Joseph gli succedette come visir e rabbi, dirigendo allo stesso tempo un'importante yeshiva. Fra i suoi discepoli vi furono Rabbi Isaac ben Baruch ibn Albalia e Rabbi Isaac ibn Ghayyat. Rabbi Abraham ibn Daud descrisse Joseph in termini agiografici, dicendo che non gli mancava alcuna delle buone qualità di suo padre, se non l'umiltà, essendo stato allevato nel lusso. Nell'edizione del 1906 della Jewish Encyclopedia è scritto: "Alcuni cronisti arabi riferiscono che non credeva né nella fede dei suoi padri, né in qualsiasi altra fede. Si può anche pensare che potesse aver dichiarato apertamente che i principi dell'Islam erano assurdi". I poeti arabi lodarono la sua liberalità.
La Jewish Encyclopedia riporta anche che Joseph "controllava" l'operato del re e si "circondava di spie". Venne accusato di numerosi atti di violenza, che attirarono su di lui l'odio dei musulmani, che costituivano la maggioranza degli alti funzionari governativi di Granada. Il peggiore dei suoi molti nemici fu Abū Isḥāq di Elvira, che sperava di ottenere un ufficio a corte e scrisse una velenosa poesia contro Joseph ed i suoi correligionari. Questa poesia ebbe un impatto modesto sul re, che poneva enorme fiducia in lui, ma creò grande scalpore tra i musulmani. In breve si andò diffondendo la voce, secondo la quale Joseph avesse intenzione di uccidere Bādīs, consegnare il regno nelle mani di Muhammad ibn Ma'n al-Mu'tasim della Ta'ifa di Almería. Altre fonti riferiscono che Joseph tentò di alleggerire la tensione tra i Berberi e la popolazione araba per prevenire gli eccessi contro gli Arabi locali, che avrebbero portato a una guerra civile.
Venne ucciso tramite crocefissione durante il massacro di Granada ad opera dei musulmani in chiave antisemita.